# オーモンドビーチ (フロリダ州)
オーモンドビーチ（Ormond Beach）は、アメリカ合衆国フロリダ州のボルーシャ郡にある都市。人口は4万3080人（2020年）。デイトナビーチの北に隣接している。

## 歴史
1880年に町として法人化した。フロリダ東海岸鉄道が東部の富裕層向けの別荘地として開発した。ジョン・ロックフェラーの別荘（en:The Casements）が有名である。今日のオーモンドビーチは庶民的な都市であり、住民の大半は中流階級である。

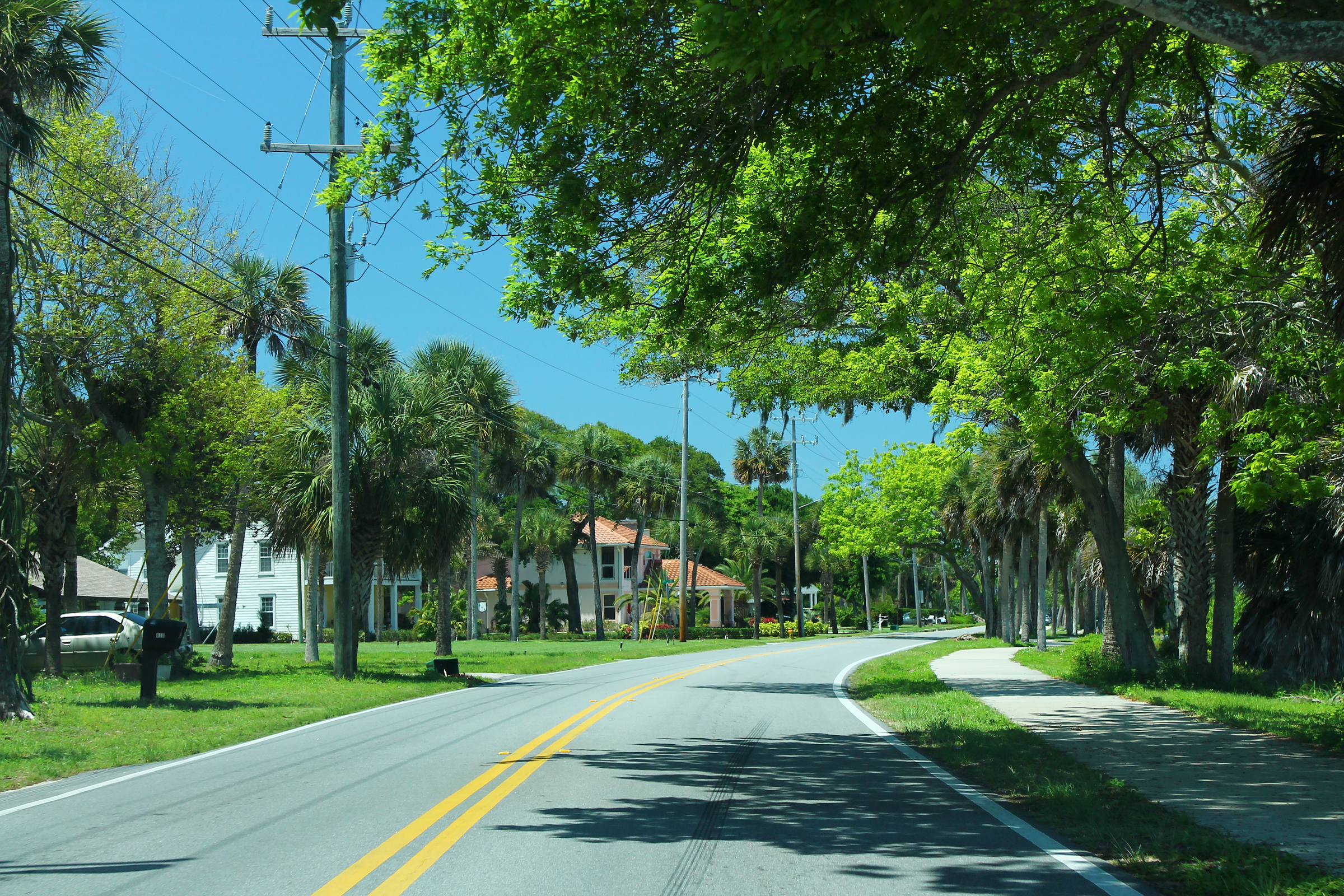
オーモンドビーチの住宅地

## 関係者
- アデルバート・エイムズ：軍人
- シャーリー・チザム：政治家